# Setge de Toló
El setge de Toló va tenir lloc del 18 de setembre al 18 de desembre del 1793 durant la guerra de la Primera Coalició, quan les tropes republicanes van encerclar la ciutat, després que els monàrquics aconseguissin el control i la lliuressin als britànics i als espanyols. Va ser una de les primeres victòries de les tropes republicanes franceses enfrontades a la rebel·lió monàrquica.

## Antecedents
En resposta a l'acusació dels diputats girondins, el 31 de maig de 1793, van esclatar una sèrie d'insurreccions a Lió, Avinyó, Nimes i Marsella. L'estiu d'aquell any, els líders jacobins de Toló estaven desesperats. Al juliol, quan els jacobins van intentar intimidar als moderats mitjançant l'ús de la força, únicament van aconseguir donar força a una oposició que fins al moment s'havia mostrat desorganitzada. Els moderats van formar un Comitè General per a governar la ciutat i entre els dies 14 i 18 de juliol van arrestar a molt jacobins. Quaranta persones van ser executades després de sumaris judicis populars. Quan la veïna Marsella es va rebel·lar, el Comitè General de Toló va refusar prestar la seva ajuda als jacobins i el 12 d'agost, atès que el govern republicà de París havia exclòs als moderats, va declarar que no el reconeixia com un govern legítim.
Amb l'esclat de la guerra de la Primera Coalició, la flota de l'almirall Samuel Hood fou enviada al Mediterrani, on arribà al juliol. La flota anglo-espanyola amenaçava la ciutat, ja que en el port es trobava ancorada l'armada francesa manada per l'almirall Jean Honoré, comte de Trogoff, que, en un principi, va romandre neutral enfront de l'agitació política en la ciutat.
Davant l'anunci de la represa de Marsella i de les represàlies que hi havien tingut lloc, els insurgents, dirigits pel baró d'Imbert van cridar a la flota anglo-espanyola fins llavors en alta mar i, amb la intenció d'establir la superioritat naval a la Mediterrània va arribar a Toló al juliol. Sense subministraments i dubtant de la seva capacitat per defensar-se, Samuel Hood va negociar la rendició del port i de la flota francesa, desembarcant tropes i subministraments per defensar-la del contraatac republicà francès, i va enviar Nelson a portar despatxos a Sardenya i Nàpols, demanant reforços. El 28 d'agost, els almiralls Samuel Hood i Juan de Lángara van fer desembarcar 13.000 soldats britànics, espanyols, napolitans i piemontesos per donar suport a la causa monàrquica. L'1 d'octubre, d'Imbert va fer proclamar el nen Lluis XVII, rei de França i hissar la bandera blanca amb la flor de lliri. Llavors, l'almirall de Trogoff va haver de lliurar la flota francesa als britànics i ell mateix va ser fet presoner.

## El Setge
Les tropes de la Convenció, l'exèrcit conegut com dels «Carmangnoles», a les ordres del general Jean François Carteaux, que havien sortit de Valença a l'agost, ja havien recuperat Avinyó, Marsella i la vila d'Oliulas (francès: Olliules), molt a prop de Toló. El dia 8 de setembre es van presentar davant de les fortificacions que protegien la ciutat, on se'ls van unir els 6.000 homes de l'exèrcit dels Alps Marítims, comandats pel general Lapoype, i 3.000 marins de la flota de Toló, a les ordres de l'almirall Jean Réné César Saint Julien de Chambon, que s'havia negat a servir als britànics. L'exèrcit dels Alps Marítims ja havia pres La Valeta (francès: La Valette du Var), i havia intentat sense èxit conquerir les posicions del mont Faron, que dominen la ciutat.
Per substituir el comandant d'artilleria Donmartin, que havia estat ferit en els combats d'Oliulas, els representants especials de la Convenció - Robespierre el Jove i Antoine Christophe Saliceti - van imposar el capità Napoleó Bonaparte, malgrat l'enemistat entre aquest i el general Cartoux.
Després d'un reconeixement previ, Napoleó va concebre un pla per tallar els subministraments per via marítima a la ciutat que consistia a ocupar els fortins de l'Eguillette i de Balaguier sobre la muntanya del Caire, que dominaven les rades petita i gran del port. El general Cartoux, contrari a aquest pla, va enviar un destacament insuficient sota les ordres del general Delaborde que va fracassar en el seu assalt el dia 22 de setembre. Els defensors, que havien estat alertats, havien construït una posició fortificada sobre el turó del Caire, al qual van anomenar «Fort Mulgrave» en honor del comandant britànic, i al qual van afegir tres posicions més de suport: Saint-Phillipe, Saint-Côme i Saint-Charles. El conjunt, aparentment inconquerible, va ser batejat per les tropes britàniques com «el petit Gibraltar».
L'11 de novembre, Carteaux va ser destituït i el va substituir Doppet, un metge en la vida civil. El dia 16, la falta de decisió de Doppet va fer fracassar un nou intent de prendre «Fort Mulgrave». Conscient de la seva incompetència, va dimitir, deixant el seu lloc a Dugommier, un soldat de carrera.
Dugommier es va adonar immediatament de la viabilitat del pla de Napoleó i va disposar les seves tropes per a la captura del «el petit Gibraltar». El dia 20 de novembre, tan aviat com va arribar, va disposar una nova bateria, «els Jacobins», a la cresta de l'Evescat; el dia 28 la dels «Homes Sense Por» i el 14 de desembre la dels «Chasse Coquins». Per impedir qualsevol intent d'intervenció de la flota aliada va disposar dues bateries addicionals, l'anomenada «del Port Gran» i la dels «Quatre Molins».
Pressionats pel bombardeig, els anglo-espanyols van fer una sortida, en la qual van prendre la bateria de «la Convenció». Tanmateix, un contraatac dirigit per Dugommier i Napoleó els va fer tornar a les seves posicions de partida. El general Charles O'Hara va ser fet presoner i va iniciar les negociacions amb els representants de la Convenció.
Després de la captura del general O'Hara, el 16 de desembre a mitjanit, els comandants francesos van llançar un assalt general contra el «petit Gibraltar». Els combats es van perllongar fins l'endemà al matí. Napoleó va ser ferit a la cuixa per la baioneta d'un sergent britànic. Tanmateix, el turó va ser pres i Marmont va poder apuntar els seus canons contra els forts de l'Eguillette i de Balaguier, que els britànics van abandonar sense combatre. Alhora, el general Lapoype, va aconseguir el control de les fortificacions de Mont Faron i Malbousquet. Els aliats, en vista que les seves posicions eren insostenibles, van evacuar les seves tropes per via marítima.
Napoleó Bonaparte, que en aquella època era únicament un jove capità d'artilleria, es va donar a conèixer en situar els canons republicans de tal manera que controlaven qualsevol entrada o sortida dels vaixells del port. Per aconseguir aquesta posició va dirigir un assalt als fortins que protegien les rades i, una vegada que va haver col·locat les seves bateries, els vaixells anglesos van haver de retirar-se deixant aïllades a les tropes de terra que ja no van poder sostenir el setge. Com a resultat d'aquesta acció, Napoleó va ser promogut a comandant d'artilleria.

## La repressió
El 19 de desembre, les tropes de la Convenció Francesa van entrar a la ciutat. Aproximadament 15.000 tolonencs es refugiaren als vaixells anglesos i foren traslladats a La Valletta o a Gibraltar, mentre que un grup d'ells va lluitar a Espanya durant la Guerra Gran amb la Legió Panetier.
En una ciutat reduïda a 7.000 habitants, la repressió, dirigida per Paul Barras i Stanislas Fréron, va ser sagnant: fins al 31 de desembre, entre 700 i 800 persones, detingudes segons les indicacions donades pels presoners alliberats de la «Thémistocle», van ser afusellades de manera sumària o mortes a baionetades al Camp de Mart.
La comissió revolucionària encara va pronunciar 290 altres condemnes. Bonaparte, encara ferit, no va assistir a la carnisseria. Va ser promogut general de brigada, el 22 de desembre i destinat a Niça, com a comandant de l'artilleria de l'exèrcit d'Itàlia.

## Conseqüències
La caiguda de Toló a finals de desembre de 1793 va malmetre la posició britànica a la Mediterrània, perquè Hood no havia aconseguit fer les disposicions adequades per a la retirada i 18 vaixells francesos de línia van caure en mans republicanes. La missió de Nelson a Còrsega va adquirir més importància, per proporcionar als britànics una base naval prop de la costa francesa. Hood va reforçar Nelson amb més vaixells el gener de 1794. El paper de Nelson va ser important en la presa de Còrsega en 1794, on va ser ferit i va perdre parcialment la vista d'un ull, i les posteriors funcions diplomàtiques amb els estats italians. El 8 de març de 1795 va arribar a Hotham la notícia que la flota francesa es dirigia cap a Còrsega i es va proposar interceptar-los combatent el 14 de març a la batalla de Gènova en la que els francesos, derrotats, van abandonar el seu pla d'envair Còrsega i van tornar al port.